# Nedžad Fazlija
Nedžad Fazlija (Ustikolina, BiH, 25. veljače 1968.) je bosanskohercegovački sportski strijelac.
Predstavljao je BiH na Olimpijskim igrama 2004. u Ateni i 2008. u Pekingu.

## Politika
Na prijevremenim izborima 2007. godine za načelnika općine Novo Sarajevo, Nedžad Fazlija je bio kandidat za načelnika na listi SDP-a, gdje je osvojio drugo mjesto.